# Alexander Kosenkow
Alexander Kosenkow (Kirguistán, 14 de marzo de 1977) es un atleta alemán de origen kirguistaní, especialista en la prueba de 4 x 100 m en la que llegó a ser subcampeón europeo en 2014.

## Carrera deportiva
En el Campeonato Europeo de Atletismo de 2010 ganó la medalla de bronce en los relevos 4 x 100 metros, con un tiempo de 38.54 segundos, llegando a meta tras Francia e Italia (plata).
Cuatro años después, en el Campeonato Europeo de Atletismo de 2014 ganó la medalla de plata en la misma prueba, con un tiempo de 38.09 segundos, llegando a meta tras Reino Unido y por delante de Francia, siendo sus compañeros de equipo: Julian Reus, Sven Knipphals y Lucas Jakubczyk.